# Jamey Jasta
James Shanahan, noto come Jamey Jasta o semplicemente Jasta (West Haven, 7 agosto 1977), è un cantante e musicista statunitense, conosciuto come membro del gruppo musicale metalcore Hatebreed.
Nel 2006 la rivista Hit Parader lo ha inserito nella sua lista dei 100 migliori cantanti metal di tutti i tempi alla posizione numero 87.

## Carriera
Originario del Connecticut, è conosciuto come vocalist del gruppo metalcore Hatebreed e di quello sludge metal Kingdom of Sorrow.
Fa parte inoltre della band Icepick.
Sua è l'etichetta discografica Stillborn Records, che propone musica hardcore e metal e che ha sede a West Haven.
Nel 2011 ha pubblicato l'album solista Jasta, a cui hanno partecipato tra gli altri Randy Blythe e Mark Morton dei Lamb of God, Zakk Wylde, Philip Labonte (All That Remains) e Tim Lambesis (As I Lay Dying).
Dal 2003 al 2007 è stato protagonista del programma televisivo Headbangers Ball prodotto e trasmesso da MTV.
Appare nei film Survive This (2005) e La casa degli Usher (2006).

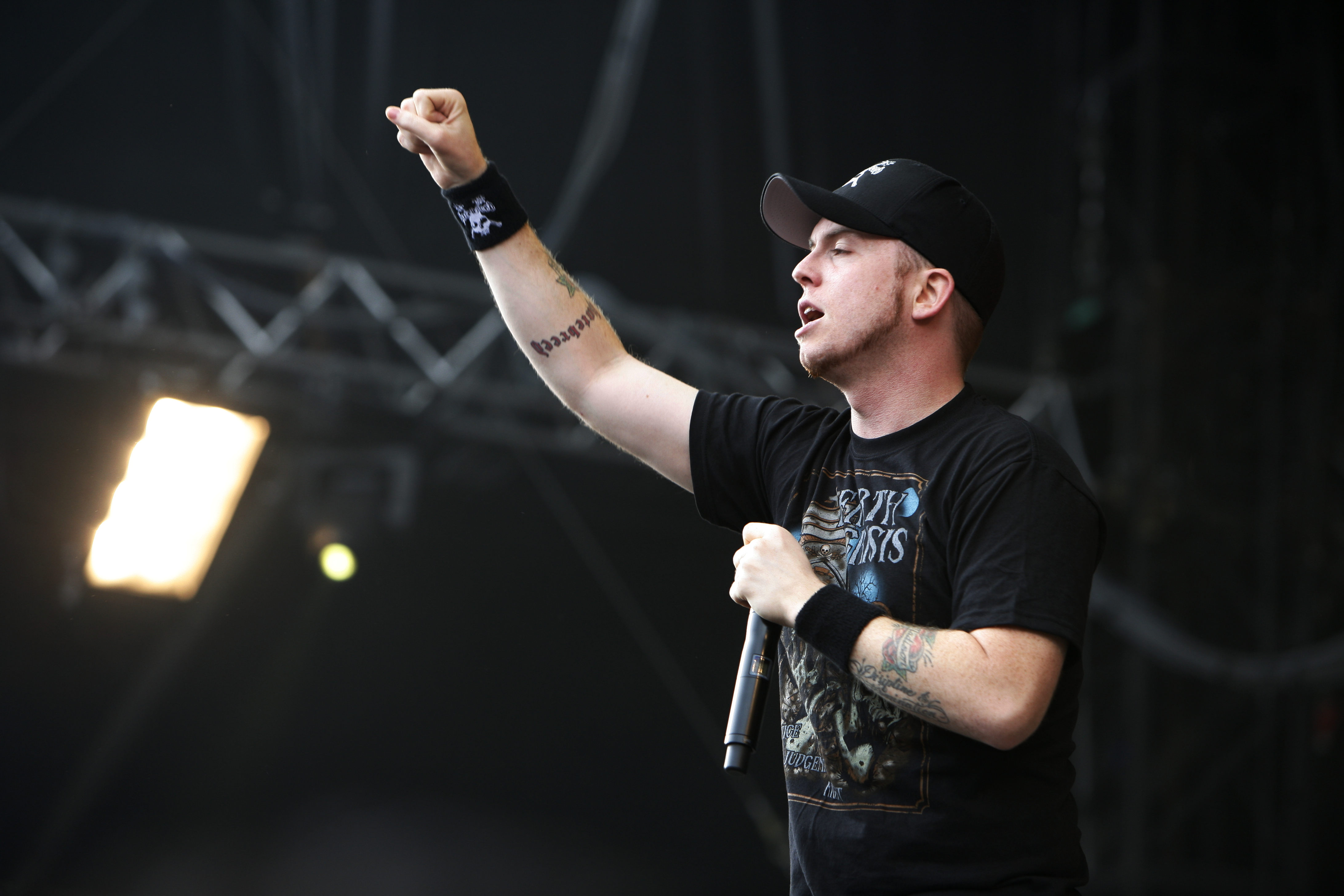
Jamey Jasta con gli Hatebreed nel 2007

Nel corso della sua carriera ha collaborato con Sepultura, Agnostic Front, P.O.D., Catch 22, Candiria, Terror, Skarhead, Napalm Death e altri gruppi e artisti.

## Discografia

### Album in studio
- 2011 – Jasta
- 2017 – The Lost Chapters
- 2019 – The Lost Chapters, Volume 2